# Calcarius lapponicus
El escribano lapón o arnoldo ártico (Calcarius lapponicus) es una especie de ave paseriforme de la familia Calcariidae propia del Holártico. Se reproduce en el norte de Norteamérica y Eurasia y migra al sur para pasar el invierno en latitudes templadas de ambos continentes.
Mide entre 15 y 17 cm de longitud. En época reproductiva machos y hembras se diferencian claramente (ver dimorfismo sexual). En esa época, los machos se distinguen porque tienen la cara, la garganta, el cuello, la parte superior del pecho y la corona de color negro. La cara está delineada con una raya negra en cada costado de la cabeza. La nuca es castaña. La parte inferior del pecho y el vientre son blancos, con algunas manchas oscuras en los flancos. El dorso y las alas son pardos listados con oscuro y algo de blanco. La cola es también parda, con las plumas exteriores blancas.
Las hembras y los machos en invierno son de color pardo opaco, pero se distingue de otras especies de Calcarius por tener las partes ventrales grises o blancas, y algunas rayas pardas en garganta y pecho, además de que se mantiene el patrón de color de la cola.

## Distribución
Se distribuye en las inmediaciones del círculo polar ártico. En Norteamérica en Canadá, el extremo norte de Estados Unidos y en Groenlandia. En Europa en Islandia, las islas británicas y los países nórdicos, y en el norte de Rusia. En invierno migra al centro y sur de los Estados Unidos, al centro de Europa, norte de Francia y los Balcanes, y a Asia central.

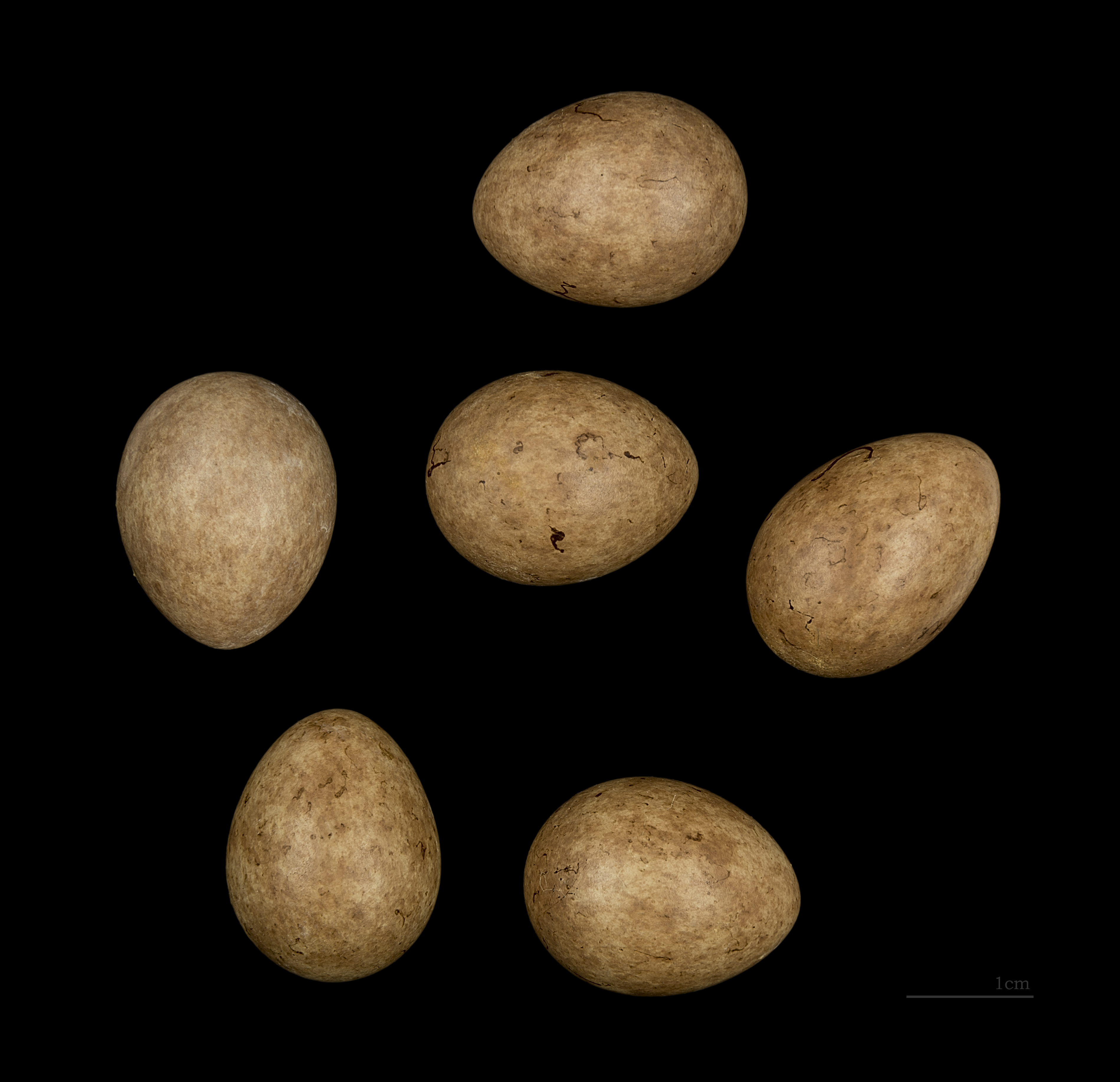
Huevos de escribano lapón

## Comportamiento
Se reproduce en la tundra o en montañas abiertas. La hembra pone de 2 a 4 huevos en un nido construido en el suelo. 
Su hábitat natural en invierno son praderas, tierras cultivadas y zonas costeras. Se alimenta de insectos y semillas en el suelo, formando grupos alimenticios en la época no reproductiva.